# Cagdianao
Cagdianao est une localité de la province des Îles Dinagat, aux Philippines. En 2015, elle compte 16 808 habitants.